# Stanisław Cieślak (polityk)
Stanisław Cieślak (ur. 11 sierpnia 1910 w Warszawie, zm. 18 października 1980) – polski filozof, dziennikarz i polityk ludowy, poseł do Krajowej Rady Narodowej, na Sejm Ustawodawczy oraz Sejm PRL I, II, III i IV kadencji.

## Życiorys
Uzyskał wykształcenie wyższe, z zawodu filozof i dziennikarz. Pracował na stanowisku redaktora „Gromady – Rolnika Polskiego” oraz redaktora naczelnego „Dziennika Ludowego”. Wstąpił do Stronnictwa Ludowego, a następnie do Zjednoczonego Stronnictwa Ludowego, wchodził w skład Naczelnego Komitetu ZSL.
29 grudnia 1945 objął mandat posła do Krajowej Rady Narodowej, został zgłoszony przez Związek Samopomocy Chłopskiej. Następnie był posłem na Sejm Ustawodawczy oraz Sejm PRL I, II, III i IV kadencji kolejno z listy państwowej oraz okręgów Oświęcim, Myślenice i dwukrotnie Wadowice. Sprawował funkcję przewodniczącego Komisji Planu Gospodarczego (Sejm Ustawodawczy), a także zastępcy przewodniczącego Komisji Planu Gospodarczego, Budżetu i Finansów (II–IV) oraz sekretarza klubu poselskiego ZSL (II) i Komisji Przemysłowej (Sejm Ustawodawczy).

## Odznaczenia
- Krzyż Oficerski Orderu Odrodzenia Polski
- Krzyż Kawalerski Orderu Odrodzenia Polski
- Złoty Krzyż Zasługi
- Odznaka 1000-lecia Państwa Polskiego (1966)[1]